# NGC 1798
NGC 1798 (другое обозначение — OCL 410) — рассеянное скопление в созвездии Возничего. Открыто Эдвардом Барнардом в 1885 году. Описание Дрейера: «маленькое скопление звёзд, возможно, с туманностью».
Диаметр скопления составляет 10,2 пк, возраст — 1,4 миллиарда лет, металличность составляет 72% от солнечной. Радиальная скорость скопления близка к нулю. Наблюдается избыток цвета B−V, равный 0,51m, вызванный межзвёздным покраснением. Ветвь красных гигантов в диаграмме Герцшпрунга — Рассела для скопления выражена слабо.
Этот объект входит в число перечисленных в оригинальной редакции «Нового общего каталога».